# Kochaj i mścij się
Kochaj i mścij się (ang. Pretty Persuasion) – amerykański komediodramat z 2005 roku w reżyserii Marcosa Siegi. Wyprodukowany przez Samuel Goldwyn Films i Roadside Attractions.
Światowa premiera filmu miała miejsce 22 stycznia 2005 roku podczas Festiwalu Filmowego w Sundance.

## Opis fabuły
Uczennica prywatnego liceum Kimberly (Evan Rachel Wood) namawia swoje przyjaciółki do wniesienia skargi o molestowanie seksualne przeciw nauczycielowi angielskiego. Ojciec dziewczyny zastanawia się, jak to wpłynie na jego interesy, a dziennikarka Emily (Jane Krakowski) widzi w skandalu szansę na zdobycie sławy.

## Obsada
- Evan Rachel Wood jako Kimberly Joyce
- James Woods jako Hank Joyce
- Ron Livingston jako Percy Anderson
- Elisabeth Harnois jako Brittany
- Adi Schnall jako Randa
- Stark Sands jako Troy
- Jane Krakowski jako Emily Klein
- Michael Hitchcock jako Charles Meyer
- Danny Comden jako Roger Nicholl
- Jaime King jako Kathy Joyce
- Josh Zuckerman jako Josh Horowitz
- James Snyder jako Dave
- Cody McMains jako Kenny
- Selma Blair jako Grace Anderson
- Clyde Kusatsu jako sędzia Carl Munro
- Robert Joy jako Larry Horowitz
- Octavia Spencer jako kobieta